# 샤벨라하호세주

샤벨라하호세주

샤벨라하호세주(소말리어: Shabeellaha Hoose)는 소말리아 남부에 위치한 주로, 주도는 마르카이다. 동쪽으로는 인도양과 맞닿아 있으며 바나디르주와 샤벨라하데헤주, 히란주와 바이주, 주바다데헤주와 인접해 있다. 주 이름은 셰벨리강에서 유래된 이름이다.